# Ash (band)
Ash is een band uit Downpatrick (County Down, Noord-Ierland), die in de beginjaren met name getypeerd werd als britpop, maar is ook wel genoemd als indie, punk, grunge en rock. In 1992 begonnen Tim Wheeler (zang, gitaar) en Mark Hamilton (bas) samen te spelen. Zij kenden elkaar van de middelbare school. Op zoek naar een drummer vroegen ze in 1994 de twee jaar oudere Rick McMurray en richtten Ash op.

## Beknopte geschiedenis
Al snel na de oprichting van de band kreeg Ash veel aanhang in de regio en werd hun muziek opgepikt door lokale radiostations. Ze brachten het minialbum Trailer (Infectious, 1994) uit. De grote doorbraak kwam in 1996 met het eerste volwaardige album 1977. Deze titel werd afgeleid van het geboortejaar van Wheeler en Hamilton. Ook verscheen in dat jaar de eerste Star Wars-film A New Hope. Ze stoomden door naar de nummer 1-positie op de Britse album-hitlijsten. De jongens waren toen pas 18 en moesten het eindexamen van de middelbare school nog afleggen. Na een jaar toeren over de hele wereld werd begonnen aan een nieuw album. Ook was er behoefte aan versterking: Charlotte Hatherley (1979), afkomstig van de Londense band Nightnurse, werd de tweede gitarist en ook verantwoordelijk voor de achtergrondzangpartij. De eerste single waar ook zij op te horen was, was A Life Less Ordinary (1997), de soundtrack van de gelijknamige film.
Na een overweldigende start ging het hierna wat minder met de band. De druk om met een minstens even goed album te komen was groot. De jaren die volgden waren jaren met hoogte- en dieptepunten. 2002 was het jaar waarin Ash tien jaar bestond. Dit werd gevierd met een homecomingconcert in Downpatrick en een cd met muzikale hoogtepunten (Intergalactic Sonic 7"s). Met hun nieuwe album Meltdown (2004) stond Ash weer op de kaart, zij het met gemengde meningen. Daarnaast bracht Hatherley een soloalbum uit, Gray Will Fade, dat ze opnam parallel aan de opnamen van Meltdown. In 2004 deed Tim Wheeler tevens mee aan de opnamen van Band Aid 20. Deze opname vond plaats ter ere van het 20-jarig bestaan van het nummer "Do They Know It's Christmas". De opbrengsten gingen naar Soedan. Begin 2006 kondigde Hatherley aan de band te verlaten om zich te richten op haar solocarrière.

## Bezetting

### Huidige leden
- Tim Wheeler (1977): gitaar, zang, muziek, teksten
- Mark Hamilton (1977): bas
- Rick 'Rock' McMurray (1975): drums

### Voormalige leden
- Charlotte Hatherley (1979): gitaar, toetsen, achtergrondzang (1997-2006)

## Discografie
- Trailer – oktober 1994
- 1977 – mei 1996
- Live at the Wireless – februari 1997
- Nu-Clear Sounds – oktober 1998
- Free All Angels – april 2001
- Intergalactic Sonic 7"s – september 2002
- Meltdown - mei 2004
- Then and Now - maart 2007
- Twilight of the Innocents - juli 2007
- Kablammo! - mei 2015
- Islands - 2018
- Race the Night - 2023